# Sufflogobius bibarbatus
A Sufflogobius bibarbatus a csontos halak (Osteichthyes) főosztályának a sugarasúszójú halak (Actinopterygii) osztályába, ezen belül a sügéralakúak (Perciformes) rendjébe, a gébfélék (Gobiidae) családjába és a Gobiinae alcsaládjába tartozó faj.
Nemének egyetlen faja.

## Előfordulása
A Sufflogobius bibarbatus előfordulási területe az Atlanti-óceán délkeleti részén, Namíbia és a Dél-afrikai Köztársaság partjainak közelében van.

## Megjelenése
Ez a hal legfeljebb 17 centiméter hosszú. Úszói a szürkétől a feketéig változnak.

## Életmódja
Szubtrópusi, tengeri halfaj, amely akár 340 méter mélyre is lehatol. A 11-15 Celsius-fokos vízhőmérsékletet kedveli. Rajokban úszik. A fiatalok kiúsznak a nyílt vizekbe, a felnőttek pedig lehatolnak a mélybe. Fitoplanktonnal táplálkozik. A Sufflogobius bibarbatus a nagyobb halaknak, a pingvineknek, kárókatonáknak és a fülesfókáknak szolgál táplálékul.

## Felhasználása
Csak kisebb mértékű halászata van.